# 小原町
小原町（おばらまち）は、神奈川県津久井郡に存在した町。現在の相模原市緑区北部に位置した。

## 地理
- 山：孫山、堂所山
- 川：相模川

## 歴史

### 村名の由来
与瀬の権現といわれる蔵王権現が大和国から遷座の折につけた地名のうち、大原が変化したという伝承による。

### 沿革
- 江戸時代は与瀬村の一部だった。
- 1889年（明治22年）4月1日 - 町村制の施行により小原（町や村はつかない）が吉野村飛地を加えて単独町制、小原町を設立。与瀬駅、千木良村との町村組合が発足し、組合役場を大字小原に設置。2007年（平成19年）以降の相模原市域で、唯一町村制施行時に町だった。
- 1930年（昭和5年） - 組合役場が与瀬町大字与瀬に移転。
- 1955年（昭和30年）1月1日 - 内郷村・千木良村・与瀬町と合併して相模湖町が発足。同日小原町廃止。
- 2006年（平成18年）3月20日 - 相模湖町が相模原市に編入。
- 2010年（平成22年）4月1日 - 相模原市が政令指定都市に移行し、旧村域が緑区となる。

## 交通

### 道路
- 国道20号（甲州街道）